# Robert Nobel

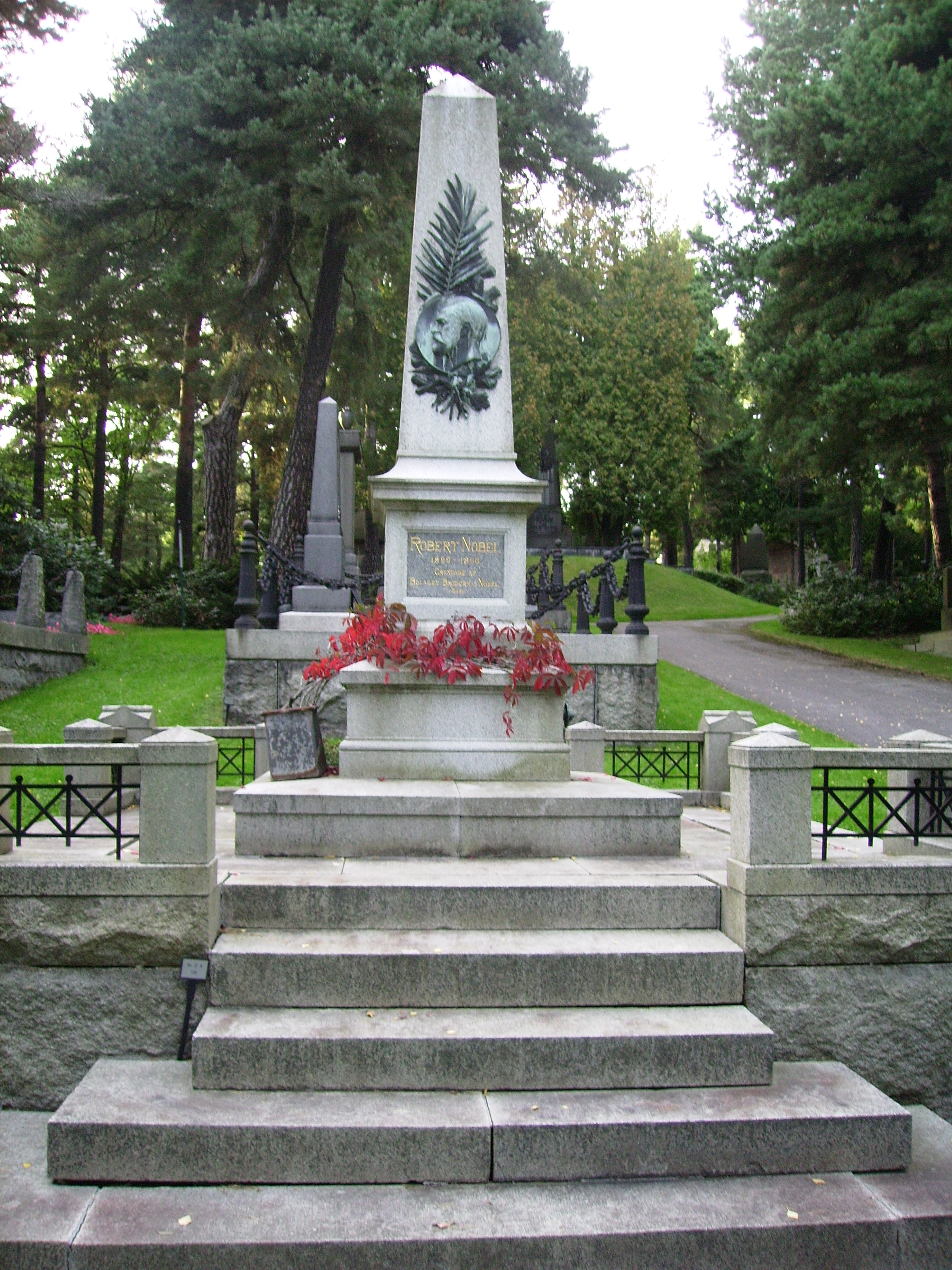
Robert Nobels gravvård på Norra begravningsplatsen i Stockholm.

Robert Hjalmar Nobel, född 4 augusti 1829 i Stockholm, död 7 augusti 1896 i Getå i Krokeks socken, var en svensk företagsledare. Han var äldste son till Immanuel Nobel den yngre och ingick liksom sina tre bröder i Nobel & Söner, en verkstadsrörelse som deras far hade grundat.

## Biografi
Efter avslutad skolgång for Nobel till sjöss för att vid hemkomsten inträda i sin fars affärer i Ryssland. Under 1840-talet arbetade han i flera år på Nobels mekaniska verkstäder och fick bland annat placera de sprängminor som Immanuel Nobel uppfunnit i farlederna kring Kronstadt till skydd mot den engelska flottan. På 1860-talet anlade Nobel vid Helsingfors en egen nitroglycerinfabrik. När Ryssland förbjöd ämnet flyttade han som VD tillverkningen till Vinterviken. I Vinterviken stannade han till 1871 då han återvände till Sankt Petersburg för att samarbeta med brodern Ludvig Nobel, som där övertagit både faderns och en annan mekanisk verkstad. 
Under en affärsresa i sydöstra Ryssland kom Nobel att närmare studera oljekällorna vid Baku. 1873 började han sin verksamhet i Baku, och började intressera sin bror Ludvig Nobel för det växande företaget. Från och med 1875 var brodern medintressent och sköt till avsevärda summor. 1878 bildade de båda tillsammans med den tredje brodern Alfred Nobel Bröderna Nobels Naftaindustri (Branobel). 1880 tog Ludvig Nobel över affärerna eftersom Robert Nobels hälsa sviktade. Robert Nobel återvände samma år till Sverige för att kurera sig. Han sökte sig också till ett flertal badorter i södra Europa innan han 1888 bosatte sig i Getå.
I samband med Robert Nobels död 1896 publicerades en dödsruna med bland annat följande rader som minner om affärerna i Baku:
"Det ville mod och det ville märg
till sådant ett värf som hans:
att söka bland Kaukasus' ogina berg
efter naftans lyktgubbekrans;
att väpnad vandra så dag och natt
bland afund, list och försåt
med tro på en anad, men oviss skatt
och på valspråket sitt: framåt!"
Nobels gravvård finns på Norra begravningsplatsen i Stockholm.